# Betsy Snite
Betsy Snite (n. 20 decembrie 1938, Grand Rapids, Michigan, SUA – d. 15 iunie 1984, Burlington, Vermont, SUA) a fost o schioare alpină ce a reprezentat Statele Unite ale Americii, medaliată olimpică. A participat la 2 ediții ale Jocurilor Olimpice (1956, 1960) în care a câștigat o medalie de argint.